# Ipofisite
L'ipofisite è un'infiammazione della ghiandola pituitaria. L'ipofisite è rara e non completamente compresa dal punto di vista nosologico.

## Sintomatologia
Esistono quattro categorie di sintomi e segni. Più comunemente, i sintomi iniziali sono mal di testa e disturbi della vista. Alcuni sintomi dipendono dalla minore efficienza degli ormoni adenoipofisari. Tra gli ormoni adenoipofisari, i più frequentemente colpiti sono i corticotropi, i lattotropi e i gonadotropi, tutti prodotti dall'ipofisi anteriore. Anche la poliuria è un sintomo comune, che si manifesta con urine molto diluite, così come con polidipsia, cioè sete eccessiva. Un altro segno è l'iperprolattinemia, ovvero livelli di prolattina anormalmente alti nel sangue. Di solito si riscontra una massa localizzata sulla sella turcica e una perdita della funzione ormonale.

## Eziologia
L'ipofisite può avere una sottostante eziologia autoimmune, come nel caso dell'ipofisite autoimmune e dell'ipofisite linfocitica.

## Diagnosi
Principalmente, la diagnosi di ipofisite avviene per esclusione: i pazienti spesso vengono sottoposti a intervento chirurgico perché sospettati di avere un adenoma ipofisario. La diagnosi più accurata prevede l'utilizzo della risonanza magnetica (MRI) per trovare qualsiasi massa o lesione sulla sella turcica. È un noto effetto collaterale dei nuovi inibitori del checkpoint immunitario delle classi di inibitori CTLA-4 e PD-L1, utilizzati per il trattamento del melanoma, e dovrebbe essere tenuto in considerazione nei pazienti che assumono questi farmaci e che presentano disfunzioni endocrine.

## Terapia
È stato dimostrato attraverso vari test che la somministrazione di bromocriptina può migliorare i difetti del campo visivo e abbassare i livelli di prolattina. È stato anche riscontrato che quando si utilizzano corticosteroidi, si verifica una diminuzione delle dimensioni della ghiandola e si allevia la compressione sulla dura madre. È stato inoltre riscontrato che questi corticosteroidi hanno un effetto immunosoppressivo che contribuisce a ridurre la reazione autoimmune della ghiandola.

## Prognosi
La prognosi per l'ipofisite è variabile caso per caso. I fattori dipendenti dall'ipofisite comprendono lo stato di avanzamento della massa sulla sella turcica, la percentuale di fibrosi e la risposta dell'organismo ai corticosteroidi. Attraverso l'uso di corticosteroidi, i difetti della vista tendono a riprendersi quando le dimensioni della ghiandola iniziano a diminuire. Le prognosi del numero limitato di casi segnalati sono generalmente buone.

## Storia
Il primo caso è stato segnalato nel 1962, in una ragazza di 22 anni morta per insufficienza surrenalica 14 mesi dopo aver dato alla luce il suo secondo figlio. I suoi sintomi sono iniziati 3 mesi dopo il parto, con stanchezza (debolezza/mancanza di energia), gozzo (carenza di iodio) e amenorrea (assenza di ciclo mestruale). Questo caso fu originariamente segnalato da Goudie e Pinkerton a Glasgow, nel Regno Unito.
Sono stati segnalati solo circa poco più di 100 casi. La maggior parte di questi casi era occorsa nel sesso femminile e di solito ha iniziato a manifestare i sintomi nelle ultime fasi della gravidanza e all'inizio del parto.